# Adlerstam
Adlerstam var en svensk adelsätt. 
Den första anfadern i Sverige var pärlstickaren Valtin Valtinsson, som kom till Sverige som fånge. Hans sonsöner Magnus, Carl Gustaf och Ulrik Martin adlades 1776. Fadern hade dessförinnan adlats men avlidit före introduktion. Grenen fortlevde via Ulrik Martin Valtinsson, men utslocknade i Sverige den 6 november 1966.